# Akcja Bałtycka

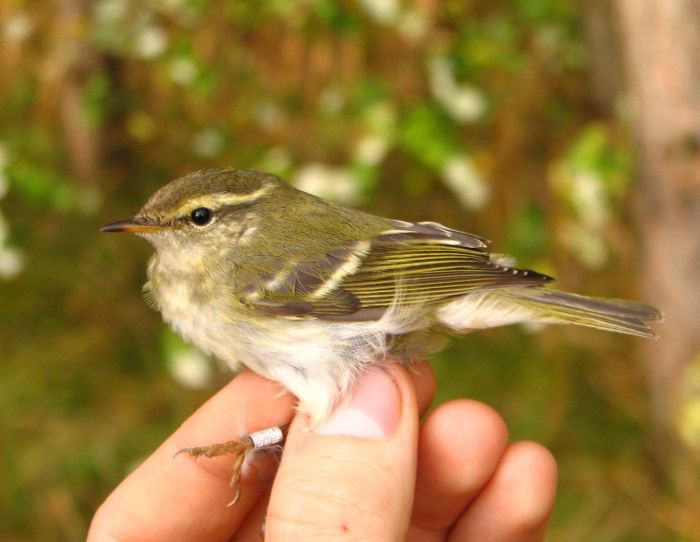
Świstunka żółtawa schwytana podczas Akcji Bałtyckiej 2008, widoczna obrączka na nodze ptaka

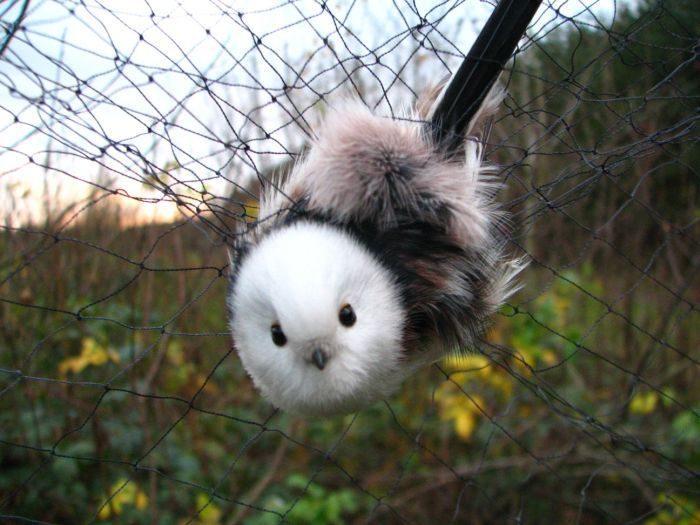
Raniuszek w sieci

Akcja Bałtycka − trwający od II połowy XX wieku program badania wędrówek ptaków, szczególnie wróblowych, na polskim wybrzeżu Bałtyku. Rodowód Akcji wywodzi się z obozów studenckiego Koła Naukowego Biologów Uniwersytetu Warszawskiego. Pierwszy taki obóz w okolicy ujścia Wisły odbył się jesienią 1960 roku, a jego wyniki dały inspirację do stworzenia programu Akcji Bałtyckiej, który ruszył jesienią 1961. Twórcą i wieloletnim kierownikiem Akcji Bałtyckiej był prof. dr hab. Przemysław Busse. Obecnie Akcja Bałtycka prowadzona jest przez Stację Badania Wędrówek Ptaków Uniwersytetu Gdańskiego. Kierownikiem programu jest dr inż. Jarosław Nowakowski, a prof. Przemysław Busse pełni funkcję Honorowego Przewodniczącego Zespołu Organizacyjno-Naukowego.
Terenowe prace Akcji Bałtyckiej prowadzone są wiosną (24 marca − 15 maja) i jesienią (12 sierpnia − 2 listopada) w przynajmniej dwu lokalizacjach jednocześnie na tak zwanych terenowych stacjach obrączkowania ptaków (TSOP). Tylko trzy stacje terenowe Akcji Bałtyckiej pracowały nieprzerwanie od 1960 roku:
- TSOP Bukowo-Kopań w okolicach miejscowości Darłowo
- TSOP Mierzeja Wiślana pomiędzy miejscowościami Skowronki i Krynica Morska
- TSOP Hel między miejscowościami Chałupy i Kuźnica.

Stacje terenowe mają charakter obozu namiotowego z zadaszonym miejscem do pracy z ptakami. W sąsiedztwie obozu rozstawione są sieci ornitologiczne do chwytania ptaków, a schwytane ptaki są obrączkowane i mierzone w obozie. Kontrole sieci prowadzone są co godzina, od świtu do zmierzchu, a w okresie przelotu sów również w nocy. Prace odbywają się bez względu na pogodę. Dziennie chwyta się od kilkunastu do ponad 1500 ptaków. Badania terenowe Akcji Bałtyckiej w dużym stopniu oparte są na pracy wolontariuszy. Wolontariuszami uczestniczącymi w pracach terenowych Akcji Bałtyckiej mogą zostać wszystkie osoby, które ukończyły 18 lat i są zainteresowane badaniami ptaków.
W wyniku działań Akcji Bałtyckiej zaobrączkowano blisko dwa miliony ptaków, z których około 1,5 miliona zostało pomierzonych. Standardowe procedury obrączkowania i mierzenia ptaków wypracowane na Akcji Bałtyckiej i obecnie stosowane w wielu krajach, obejmują 16 pomiarów i oznaczeń. Akcja Bałtycka posiada najbogatszą bazę danych pomiarowych kręgowców na świecie. Prace Akcji Bałtyckiej zaowocowały kilkunastoma tysiącami dalekodystansowych wiadomości powrotnych (komplet informacji o okolicznościach zaobrączkowania i ponownego stwierdzenia w innym czasie i miejscu jakiegoś osobnika).
Na podstawie danych zebranych w ramach Akcji Bałtyckiej przygotowano ponad 200 publikacji, raportów i innych prac naukowych.